# Rhene (Baddeckenstedt)
Rhene ist ein Ortsteil der Gemeinde Baddeckenstedt, die zur gleichnamigen Samtgemeinde im Landkreis Wolfenbüttel in Niedersachsen gehört.

## Geographie
Folgende Orte umgeben Rhene:
- Lichtenberg im Nordosten
- Oelber am weißen Wege im Ostnordosten
- Baddeckenstedt im Ostsüdosten
- Heere im Südosten
- Bodenstein im Süden
- Sillium im Südwesten
- Binder im Westen
- Wartjenstedt im Nordwesten
- Hohenassel und Westerlinde im Norden

Rhene liegt an der nördlichen Uferseite der Innerste.

## Geschichte
Zwischen 856 und 891 übergab der in Rhene lebende Ghermo, über den weiter nichts bekannt ist, dem Kloster Corvey ein Stück seines Landes. Seit mindestens diesem Zeitpunkt existiert das Dorf Rhene, das somit eine der ältesten Siedlungen im Landkreis Wolfenbüttel ist.
Vom 10. bis zum 12. Jahrhundert hatten die Northeimer Grafen Besitz in Rhene. Daneben wird 1151 Grundeigentum des Moritzstifts im Dorf erwähnt. Der größte Teil Rhenes gehörte jedoch dem Kloster Wöltingerode. Dessen Besitz wurde unter anderem 1188 und 1216 in Urkunden bestätigt.
Bis 1523 gehörte Rhene zum Hochstift Hildesheim. Im Zuge der Stiftsfehde von 1519 bis 1523 gelangte das Dorf in diesem Jahr zum Fürstentum Braunschweig-Wolfenbüttel, bevor es 1643 wieder zu Hildesheim kam. Bis 1941 lag Rhene im Landkreis Marienburg. Im Zuge der Gebietsbereinigungen im Raume der Hermann-Göring-Werke (Vorbereitungen zur Gründung der heutigen Stadt Salzgitter) wurde Rhene in den Landkreis Wolfenbüttel eingegliedert. Seit 1965 gehörte der Ort zur Samtgemeinde Innerstetal (seit 1974 Samtgemeinde Baddeckenstedt) und wurde zum 1. März 1974 zusammen mit Binder, Oelber am weißen Wege und Wartjenstedt als Ortsteil nach Baddeckenstedt eingemeindet.

### Einwohnerentwicklung
| Jahr | Einwohner |
| ---- | --------- |
| 1893 | 191       |
| 1998 | ca. 350   |

## Kultur und Sehenswürdigkeiten

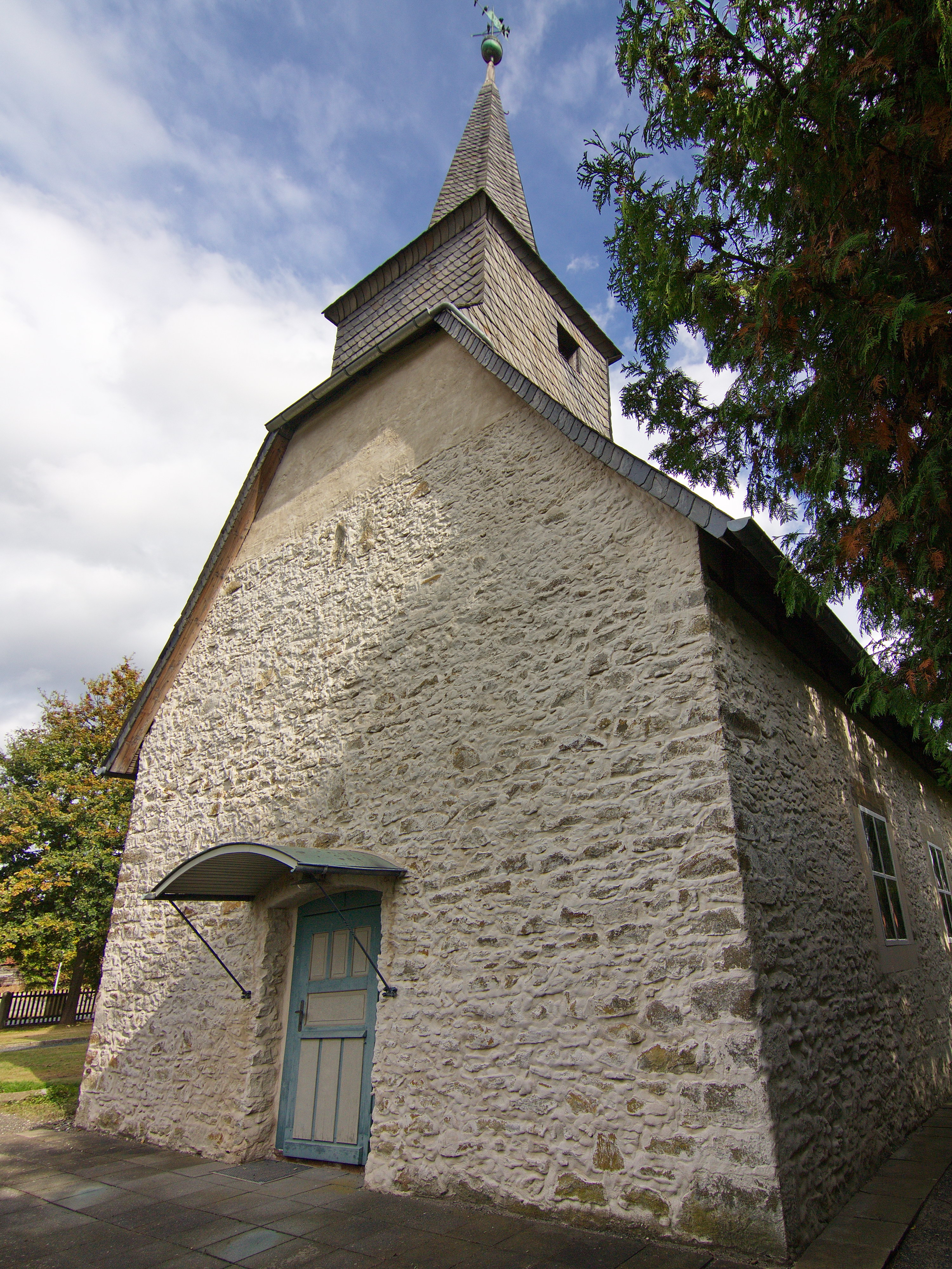
Rhener Kirche

- Bereits 1188 wurde von zwei Mühlen, einer Öl- und einer Sägemühle in Rhene berichtet. 1664 wird nur noch eine Öl- und Sägemühle an der Innerste südöstlich des Dorfes erwähnt. Mitte des 18. Jahrhunderts wurden Bauarbeiten durch das Kloster Wöltingerode durchgeführt. 1841 wurde Ludwig Mackensen neuer Besitzer der Mühle, diesem gehörte auch die Bierbaumsmühle bei Heere im Südosten. Mackensen baute die Rhener Mühle zu einer Graupenmühle um. Sie brannte 1879 komplett ab, wurde aber wiedererrichtet. Im Zuge einer grundlegenden Renovierung wurde 1924 eine Wasserturbine installiert, die auch heute (2017) noch zur Stromerzeugung genutzt wird. Die C. Hahne Mühlenwerke aus Bad Oeynhausen übernahmen die Mühle 1972. Der Betrieb als Graupenmühle wurde 2011 eingestellt und die Mühle wurde danach verkauft.[2]
- Die ältere der beiden Glocken in der Rhener Kirche stammt aus dem Jahr 1502 und wurde in Hildesheim gegossen. Demnach muss bereits zu dieser Zeit im Ort eine Kapelle existiert haben, deren genaues Baujahr nicht bekannt ist. Diese wird 1542 erstmals als Filialkirche von Wartjenstedt erwähnt. Aufgrund einer Inschrift in der heutigen Kirche wird vermutet, dass die heutige Kirche 1614 neu erbaut zumindest aber renoviert wurde. Bis 1955 befand sich der Friedhof direkt neben der Kirche. Seit der Auflösung des Pfarrverbands mit Wartjenstedt 1969 gehört die evangelisch-lutherische Kirche zum Pfarrverband Baddeckenstedt, Oelber a. w. Wege und Rhene innerhalb der Propstei Goslar.

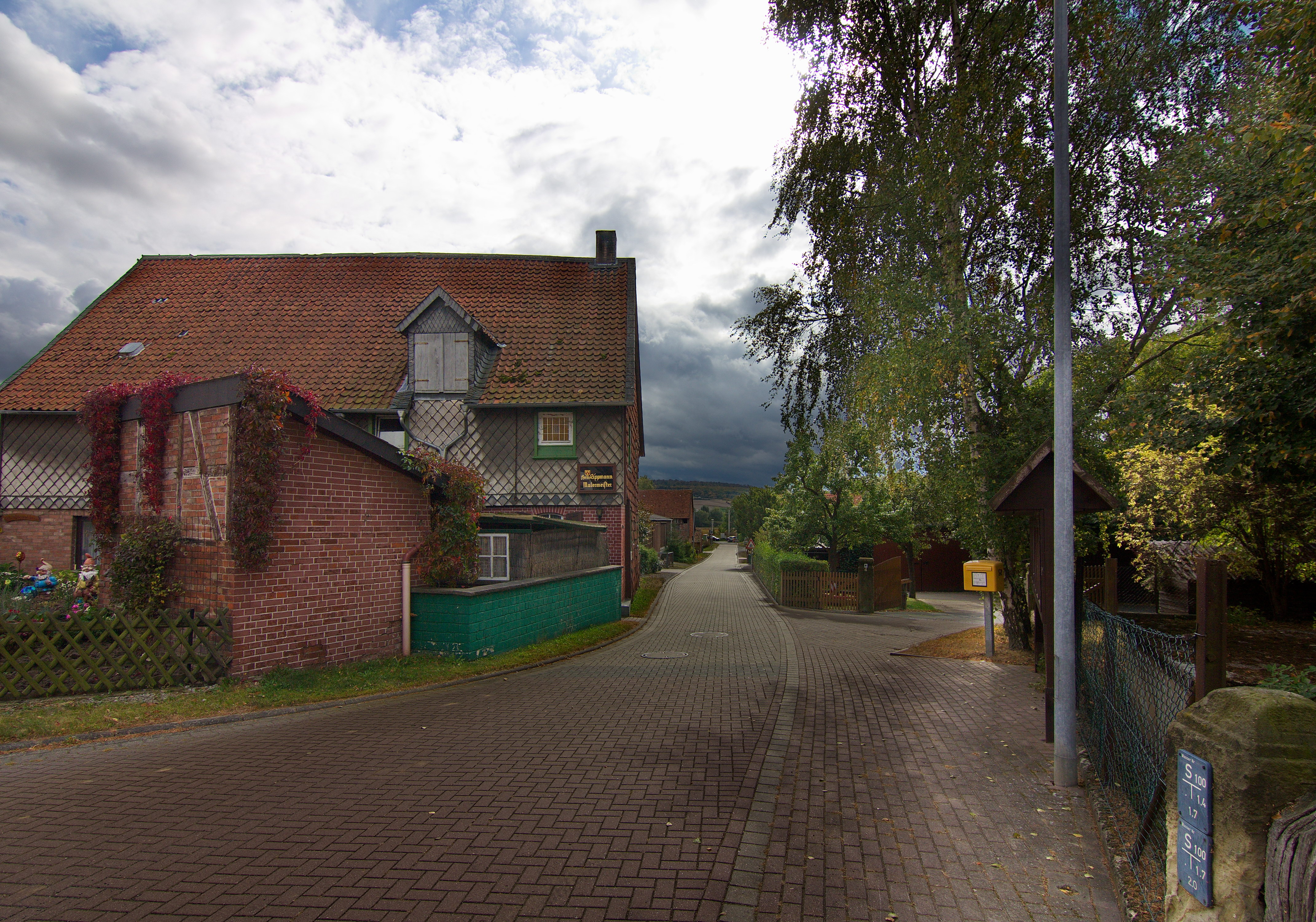
Ortsblick
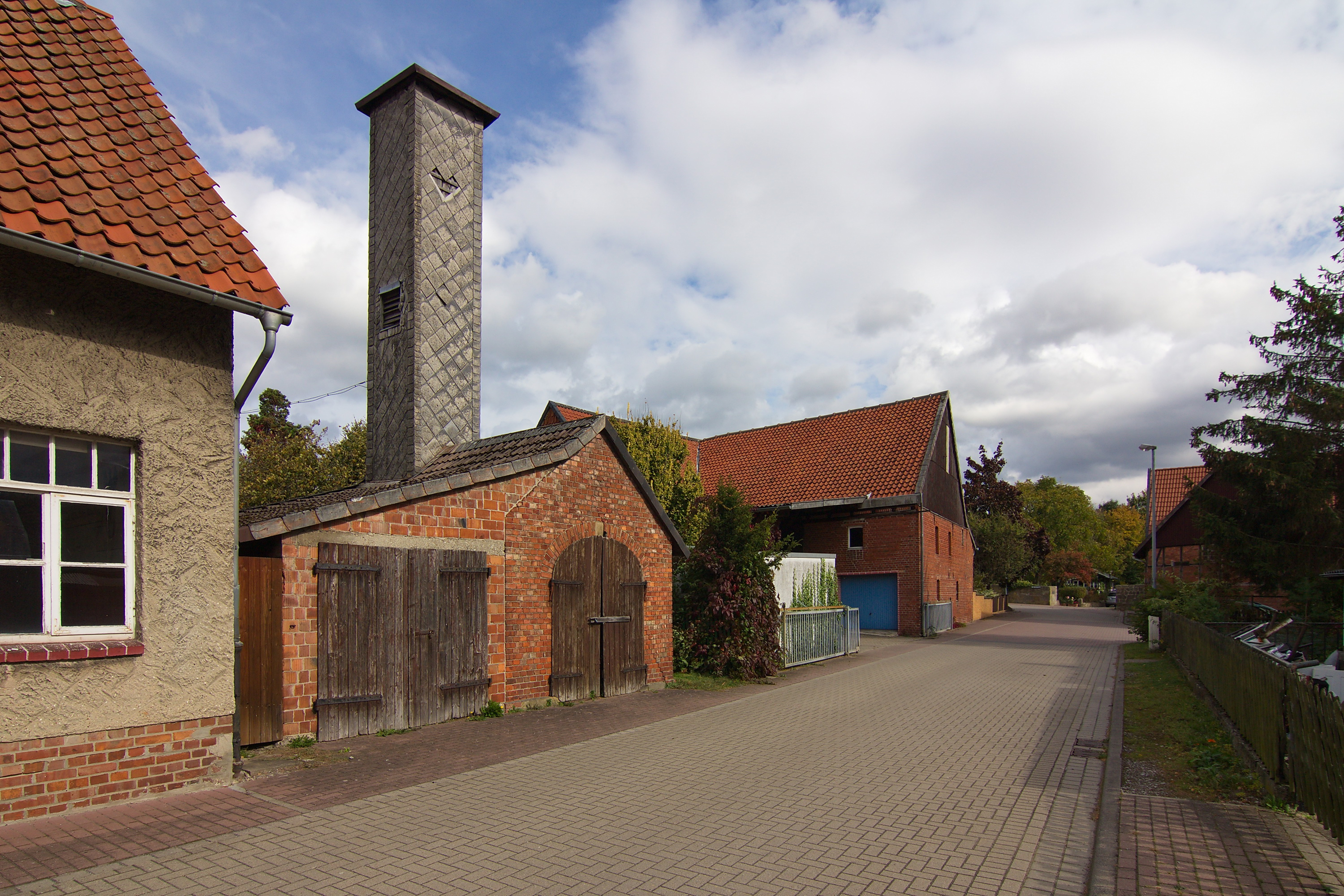
Ortsblick
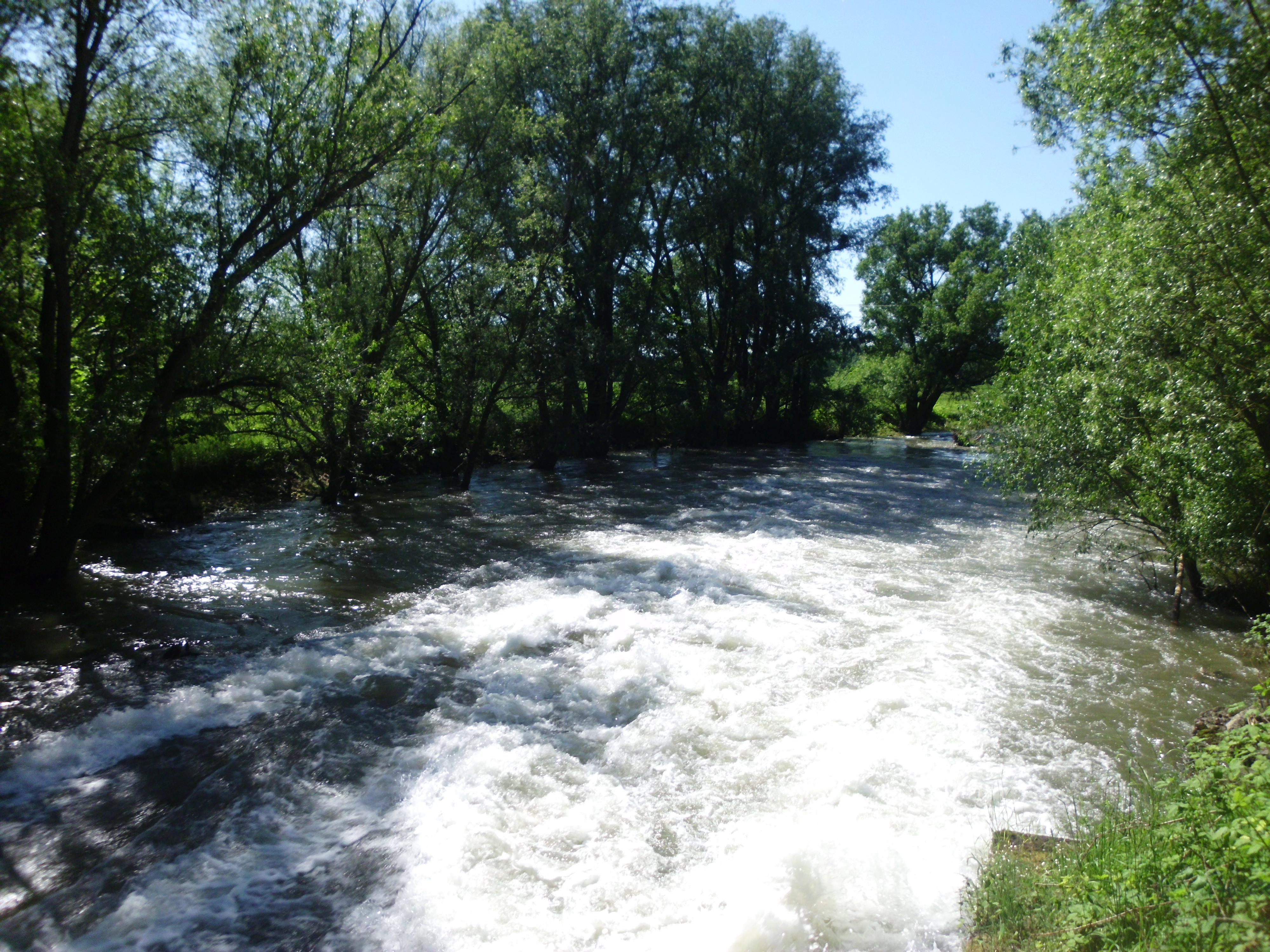
Die Innerste an der ehemaligen Graupenmühle bei Hochwasser

## Wirtschaft und Infrastruktur

### Verkehrsanbindung
Durch Rhene führt die Bundesstraße 6, die das Dorf mit Grasdorf, den Bundesautobahnen 39 und 7 im Westen sowie Baddeckenstedt und Salzgitter im Südosten verbindet.
Die nächstgelegenen Bahnhöfe befinden sich in Baddeckenstedt und in Derneburg an der Bahnstrecke Hildesheim–Goslar.
Es verkehren einzelne Busse als RBB-Bus nach Baddeckenstedt und Burgdorf. Die nächsten Einkaufsmöglichkeiten befinden sich in Baddeckenstedt.